# Княжество Грубенхаген
Княжеството Грубенхаген (на немски: Fürstentum Grubenhagen) е създадено през 13 век частично княжество на Херцогство Брауншвайг-Люнебург на територията на днешна Долна Саксония. Управляваща династия е бил рода на Велфите.

## История
При подялбата на наследството през 1291 г. Хайнрих I получава новооснованто Княжество Грубенхаген. Столица е Волфенбютел. През 1596 г. то е слято с Княжество Брауншвайг-Волфенбютел, което през 1814 г. е в състава на Херцогство Брауншвайг.

## Списък на князете на Грубенхаген
Князете на Грубенхаген имат и титлата „херцог на Брауншвайг-Люнебург“.
- 1291 – 1322: Хайнрих I
- 1322 – 1351: Хайнрих II
- 1322 – 1360: Вилхелм I
- 1322 – 1361: Ернст I
- 1361 – 1383: Албрехт I
- 1383 – 1427: Ерих I
- 1427 – 1464: Хайнрих III
- 1427 – 1485: Албрехт II
- 1479 – 1526: Хайнрих IV
- 1486 – 1551: Филип I
- 1551 – 1567: Ернст III
- 1567 – 1596: Волфганг
- 1595 – 1596: Филип II